# Keizerbos
Keizerbos is een buurtschap in de gemeente Leudal in de Nederlandse provincie Limburg. Zij is gelegen tussen de dorpen Neer en Roggel, vlak ten noordwesten van de dorpskern van Neer. Tot het ontstaan van de gemeente Leudal behoorde ze tot de gemeente Roggel en Neer.
De kern van de buurtschap concentreert zich rond het noordelijk deel van de straat Dries. Naar het noordwesten liggen de buurtschappen Brumholt en Vlaas en naar het zuiden Dries en Kinkhoven. Langs de buurtschap stroomt de Keizersloop.
Ten zuidoosten van de buurtschap ligt het klooster Keizerbosch dat gelegen is binnen de schans Keyserbosch.
Dorpen: Baexem · Buggenum · Ell · Grathem · Haelen · Haler · Heibloem · Heythuysen · Horn · Hunsel · Ittervoort · Kelpen-Oler · Neer · Neeritter · Nunhem · Roggel

Buurtschappen: Aan de Bergen · Aan het Broek · Achter het Klooster · Asbroek · Beekkant · Berik · Blenkert · Brumholt · Caluna · Castert · De Horck · Dries · Eiland · Eind · Ellerhei · Gendijk · Geneijgen · Gerhegge · Haelense Broek · Hanssum · Heiakker · Heide (Heythuysen) · Heide (Roggel) · Heioord · Heugde · Hoek · Hollander · Hoogschans · Hoogstraat · De Horck · Kappert · Karreveld · Keizerbos · Kinkhoven · Laak · Maxet · Mortel · Nijken · Op de Bos · Ophoven · Overhaelen · Roligt · Santfort (deels) · Schaapsbrug · Schans (Ell) · Schans (Roggel) · Schillersheide · Smidstraat · Strubben · Uffelse · Venne · Vestjenshoek · Vlaas · Waije

Voormalige gemeenten: Haelen · Heythuysen · Hunsel · Roggel en Neer

Limburg: Steden en dorpen      Nederland: Provincies · Gemeenten